# 콘스탄틴 바실례프

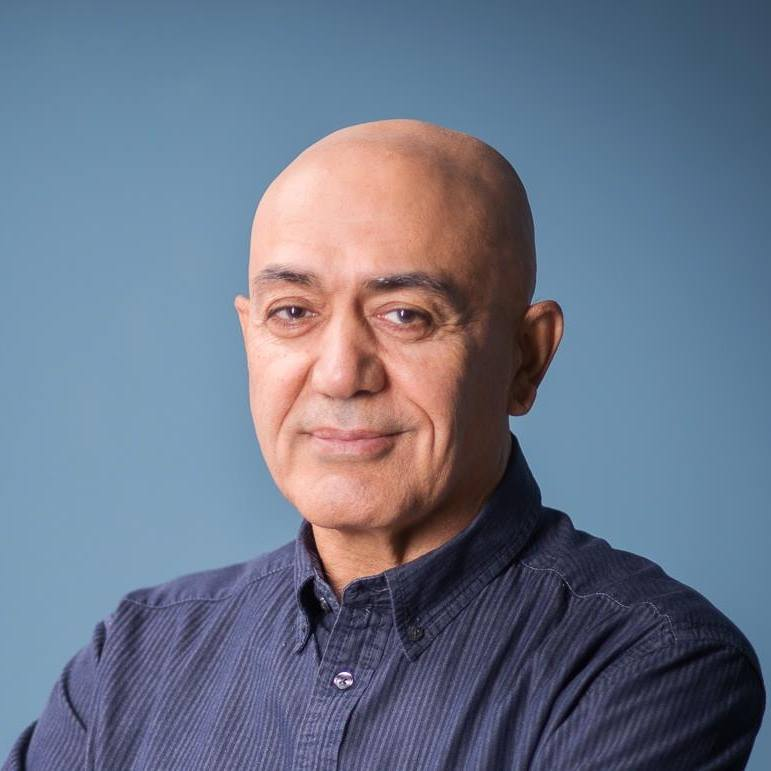
콘스탄틴의 조카인 알리셰르 바실례프 前 러시아 카잔 대학교 동양학과 겸임교수

콘스탄틴 알렉세예비치 바실례프(Константи́н Алексе́евич Васи́льев, 1942년 9월 3일 ~ 1976년 10월 29일)는 20세기 소련 시대 상징주의 서양화가이다.
마이코프에서 출생하였으며 지난날 한때 키예프에서 잠시 유아기를 보낸 적이 있고 훗날 모스크바에서 성장한 그는 1959년 서양화가로 첫 입문하였으며 그가 그린 주요 작품에는 《주코프 장군》, 《향수》 등이 있다.